# Associazione Fratellanza Reggiana
L'Associazione Fratellanza Reggiana, nota anche come Association Fratellanza Reggiana o, più semplicemente, come Fratellanza Reggiana, nacque nel settembre del 1933 a Parigi al fine di accogliere e sostenere i cittadini reggiani emigrati nella capitale francese per cercare lavoro o per sfuggire alla persecuzione politica del regime fascista.
Ricordata ancora oggi come il più antico sodalizio emiliano-romagnolo all'estero, la Fratellanza venne fondata all'interno di un piccolo caffè del parigino Cours de Vincennes da una dozzina di persone provenienti dalla colonia di reggiani che, a partire dagli anni Venti del Novecento, si erano stabiliti nella banlieue di Saint-Denis e di Argenteuil.
La sua prima sede fu ricavata in un ristorante del quartiere di Montrouge. Tra i fondatori dell'associazione si ricordano il primo sindaco di Reggio Emilia dopo la Liberazione Cesare Campioli, l'antifascista Camillo Montanari, ucciso a Parigi nel 1935, e il partigiano Angelo Zanti, fucilato a Reggio Emilia dai fascisti nel 1945.
Ne fece parte anche Ferruccio Reggiani, il padre del celebre attore franco-italiano Serge Reggiani, il quale era emigrato a Parigi nel 1930 con la famiglia.